# Evangelische Kirche Wiblingwerde

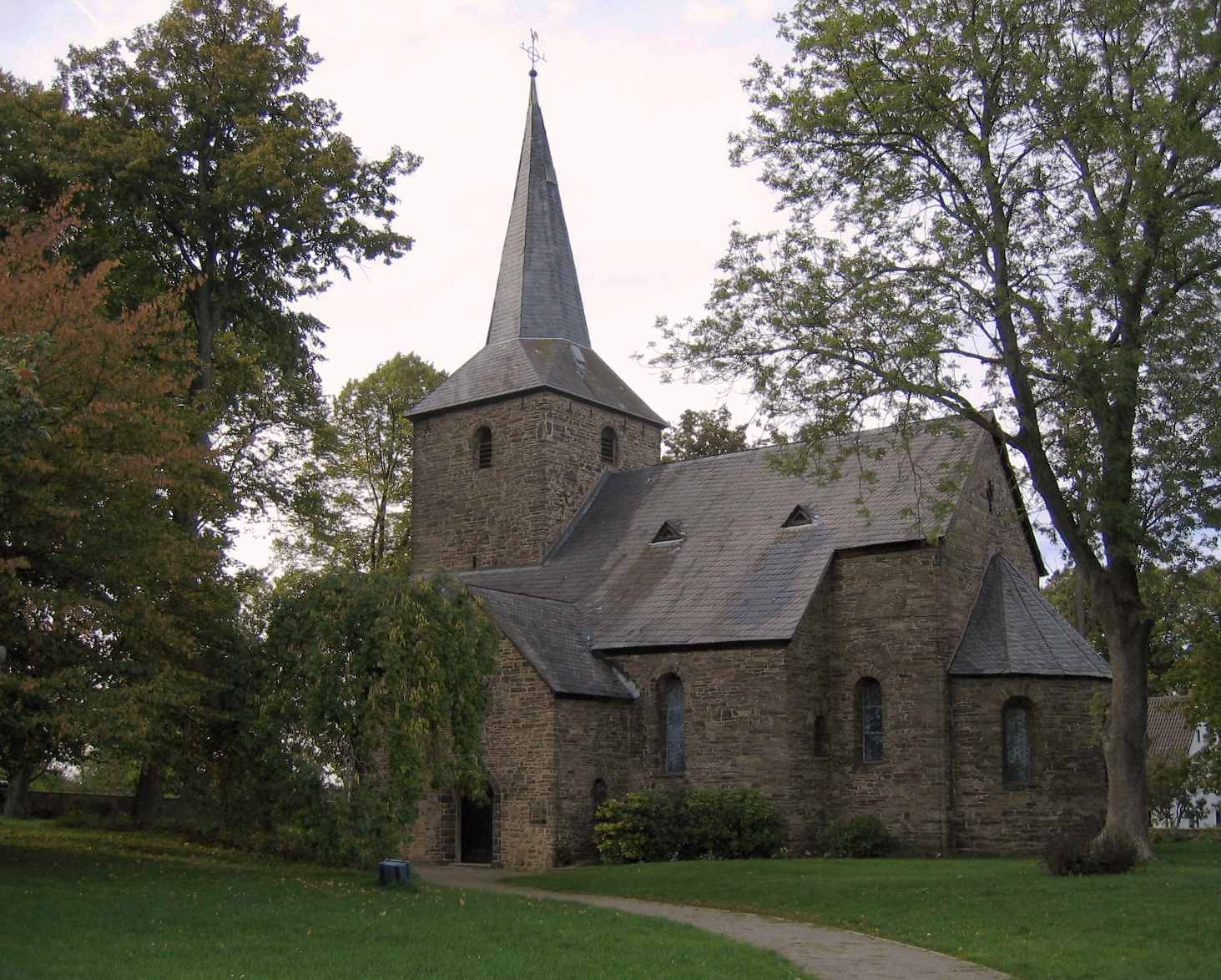
Evangelisch-reformierte Kirche

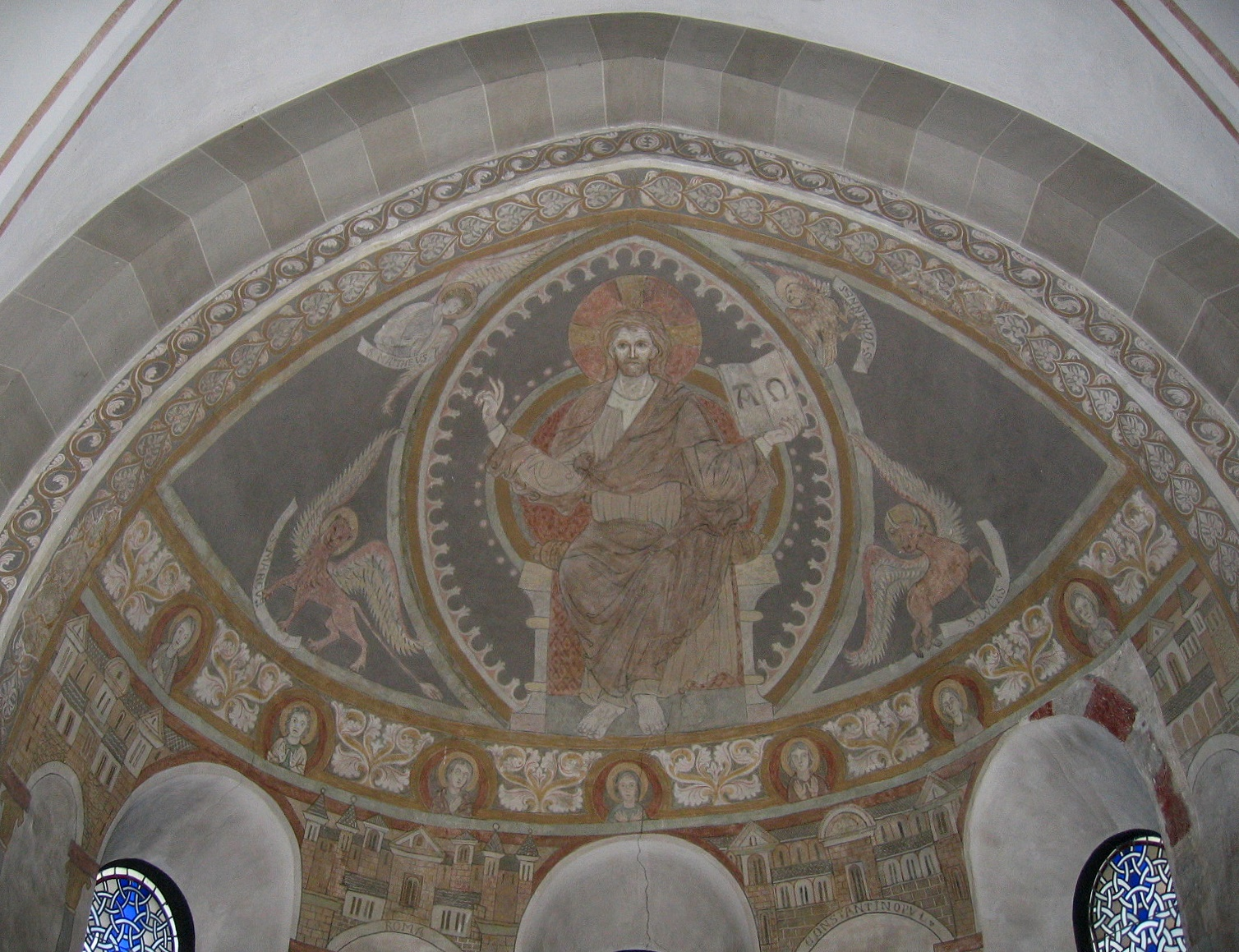
Deckenmalerei

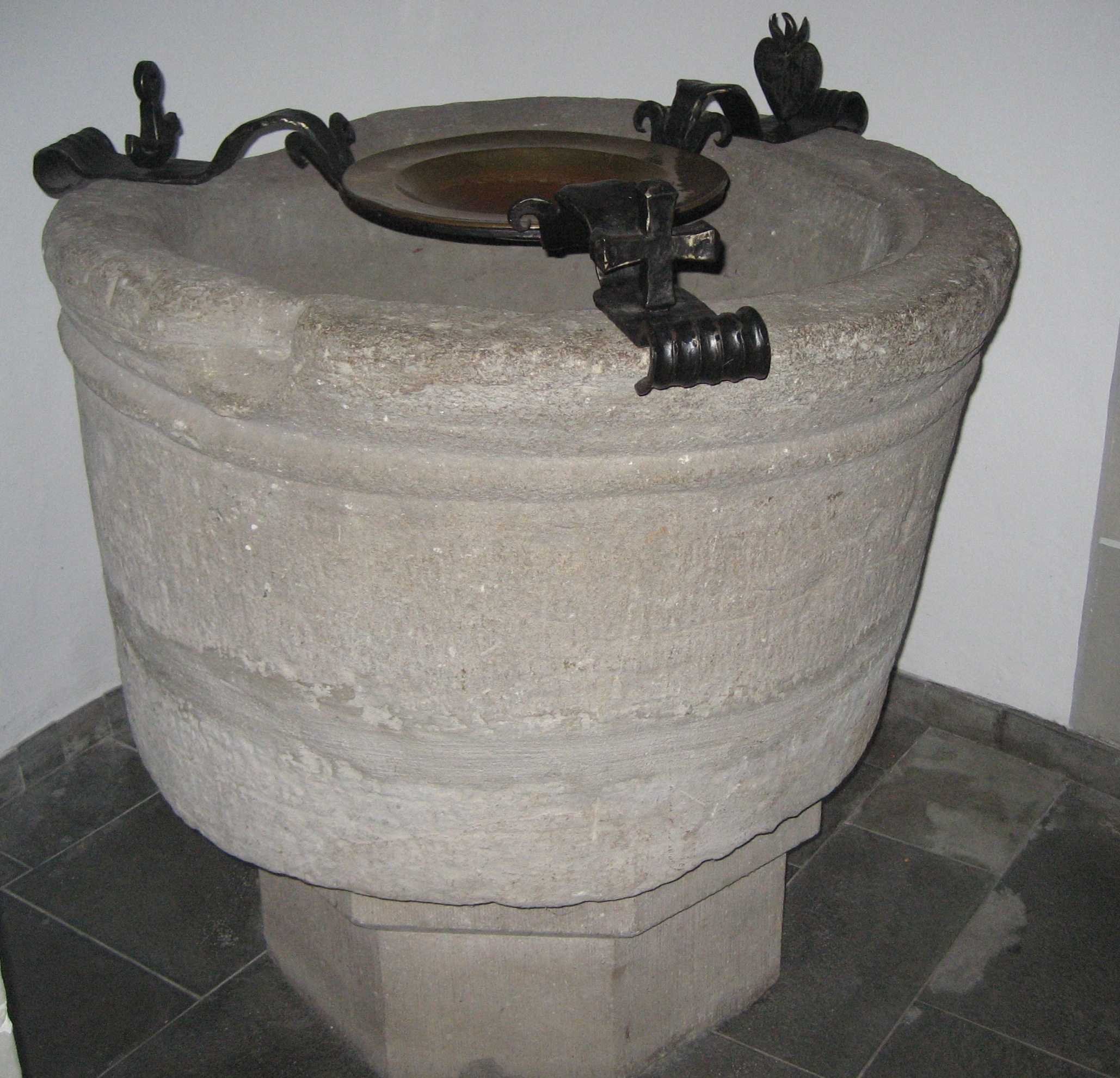
Taufstein

Die evangelisch-reformierte Johanniskirche Wiblingwerde ist ein denkmalgeschütztes Kirchengebäude in Nachrodt-Wiblingwerde, einer Gemeinde im Märkischen Kreis (Nordrhein-Westfalen).
Die kleine, zweijochige Hallenkirche steht auf einem fast quadratischen Grundriss. Der Chor mit Apsis ist rechteckig, der Westturm quadratisch. Das Gebäude stammt aus der Mitte des 13. Jahrhunderts. Es wurde erstmals 1316 im Liber valoris (Zinsbuch des Erzbistums Köln) erwähnt. Das Raumbild ist kapellenhaft gedrungen. Schwere Rundpfeiler tragen die kuppelartigen Kreuzgratgewölbe im Chor und im Mittelschiff. Die Seitenschiffe, die in kleinen Wandapsiden enden, sind mit Gratgewölben gewölbt. Die Verlängerung der Seitenschiffe und die Verbindungsöffnung zur angrenzenden Turmhalle stammen aus dem 20. Jahrhundert. Bei Renovierungen im Jahr 1914 wurden Wand- und Deckenmalereien in der Apsis freigelegt. Sie wurden wegen des schlechten Zustandes des Putzes nicht restauriert, sondern neu ausgemalt. Ungewöhnlich (insbesondere für westfälische Kirchen) ist hier die synoptische symbolhafte Darstellung der beiden Städte Rom und Konstantinopel (s. Abb.) In der Gemeinde gab dies zu Spekulationen Anlass, dass dieses Fresko daher möglicherweise zu Zeiten des vierten Kreuzzuges (1202–1204) und der hier im Zusammenhang vorgenommenen Errichtung des Lateinischen Kaiserreichs nebst lateinischen Patriarchen (1204 bis 1261) entstanden sein könnte, als das Morgenländische Schisma des Jahres 1054 vorübergehend gegenstandslos wurde, weil in diesem Zeitraum auch Konstantinopel wieder mit der Gesamtheit des römisch-katholischen Glaubens assoziiert war.
Im Jahre 1968 kam der aus der Zeit vor Errichtung der Kirche, möglicherweise sogar aus fränkischer Zeit stammende Taufstein, der seit der Reformation in Herlsen (Ortsteil von Wiblingwerde) als Pferdetränke diente, wieder zurück in die Kirche.